# 天主教锡永教区
天主教錫永教區（拉丁語：Dioecesis Sedunensis）是瑞士一個羅馬天主教教區。始於4世紀。曾經是一個采邑主教區。
範圍包括瓦萊州全州和沃州的一部份。2011年，有242,000名教友，估轄區總人口76.6%，有158個堂區、231名司鐸、17名終身執事、123名修士、312名修女。現任教區主教為Jean-Marie LoveyCRB，榮休主教為諾爾伯特·布魯納和亨利·施維里樞機。

錫永教區管轄範圍圖